# Johannisbrücke (Tirschenreuth)

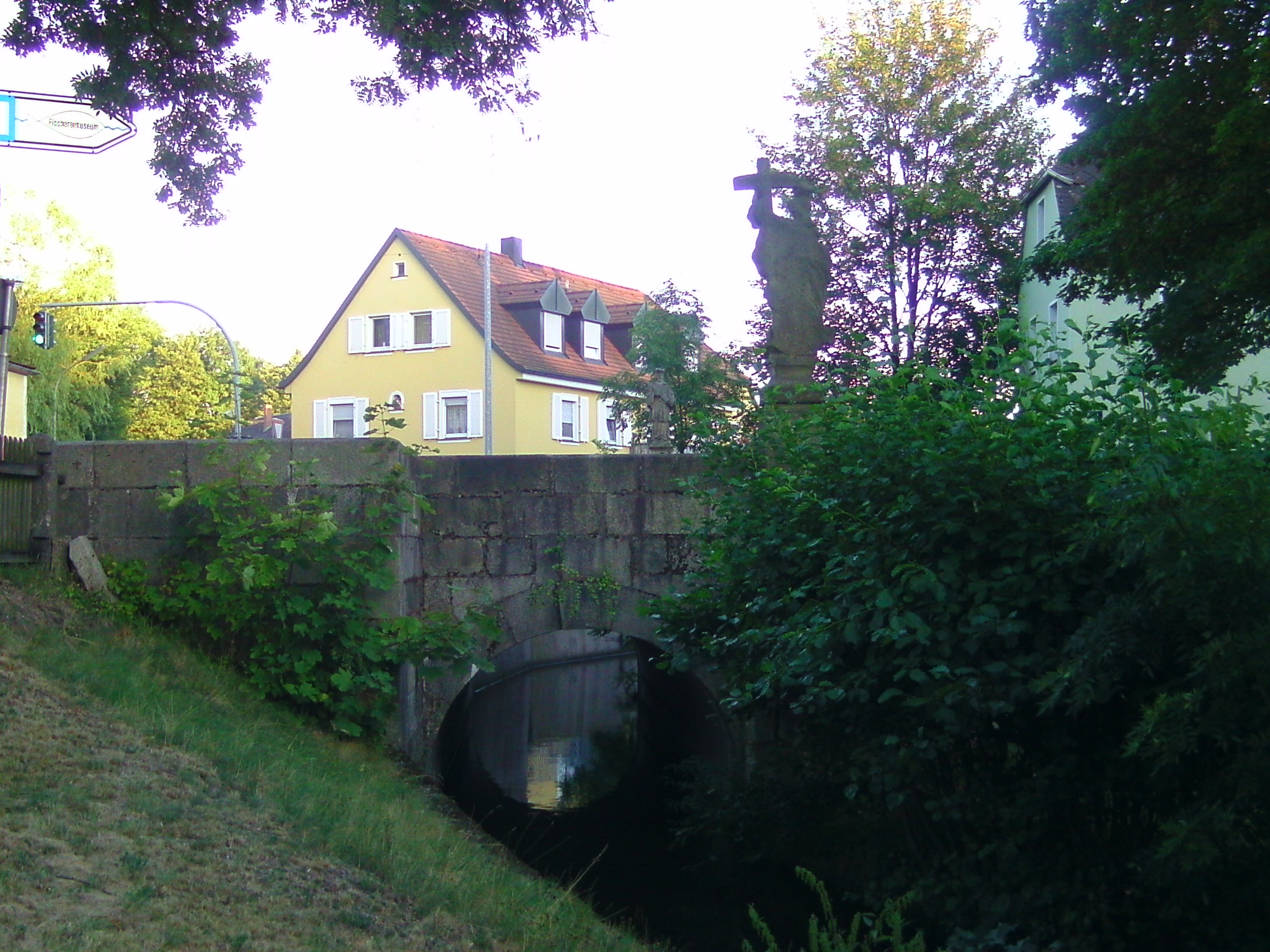
Johannisbrücke

Die Johannisbrücke ist eine Brücke in der Kreisstadt Tirschenreuth in der Oberpfalz.
Die Brücke wurde im 18. Jahrhundert vom Kloster Waldsassen in Auftrag gegeben und überquert den Mühlbach, einen Nebenarm der Waldnaab. Das Baumaterial sind Granitblöcke. Heute führt über die Brücke die vielbefahrene Dammstraße.
Auf den zwei Jochen befinden sich die Statuen des Heiligen Johannes Nepomuk und der Heiligen Helena. Wahrscheinlich waren auf den beiden anderen Steinsockel noch zwei weitere Statuen vorgesehen.